# 馬込文士村商店街
馬込文士村商店会（まごめぶんしむらしょうてんかい）は、東京都大田区南馬込5丁目に位置する商店街である。
大正時代末期から昭和にかけて、多くの文士や芸術家たちが住んでいた「馬込文士村」にちなんで命名された商店街。地域密着型の親しみやすい店舗が立ち並び、桜並木があることから、毎年4月初旬には「馬込文士村大桜まつり」を開催。また12月には、歳末福引き大売り出しも行っている。土曜日にはおトクな「馬込文士村土曜市」を開催している。

## アクセス
- 都営浅草線西馬込駅すぐ